# Імельда Стонтон
Дама Імельда Стонтон (англ. Imelda Staunton; *9 січня 1956, Лондон, Велика Британія) — британська акторка та співачка.

## Життєпис
Здобула театральну освіту. Працювала в Лондонському національному театрі, театрі «Олдвік», Шекспірівській компанії. Знімалась в багатьох фільмах, найбільш помітні ролі зіграла в кінокартинах «Друзі Пітера», «Багато галасу з нічого», «Закоханий Шекспір».
Лавреатка нагороди BAFTA — за виконання головної ролі у фільмі Майка Лі «Віра Дрейк» (2004). Лавреатка Венеціанського і Нью-Йоркського кінофестивалів за виконання ролі Віри Дрейк. За ту ж роль номінована на премію «Оскар».

## Вибрана фільмографія
| Рік       | Фільм                                         | Оригінальна назва фільму                      | Персонаж                           |
| --------- | --------------------------------------------- | --------------------------------------------- | ---------------------------------- |
| 1993      | Багато галасу з нічого                        | Much Ado About Nothing                        | Маргарет                           |
| 1995      | Громадянин Ікс                                | Citizen X                                     | дружина Буракова                   |
| 1995      | Розум і почуття                               | Sense and Sensibility                         | Шарлот Палмер                      |
| 1996      | Дванадцята ніч                                | Twelfth Night: Or What You Will               | Марія                              |
| 1996      | Помста Снігової королеви                      | The Snow Queen's Revenge                      | Ровена                             |
| 1996      | Таємниці Рут Ренделл                          | The Ruth Rendell Mysteries                    | Поллі Фліндерс                     |
| 1998      | Закоханий Шекспір                             | Shakespeare in Love                           | Доглядальниця                      |
| 2003      | Я буду поруч                                  | I'll Be There                                 | доктор Бріджет                     |
| 2004      | Віра Дрейк                                    | Vera Drake                                    | Віра                               |
| 2005      | Моя родина та інші звірі                      | My Family and Other Animals                   | Луїза Даррелл (мама)               |
| 2005      | Моя жахлива нянька                            | Nanny McPhee                                  | місіс Блезервік                    |
| 2007      | Гаррі Поттер і Орден Фенікса                  | Harry Potter and the Order of the Phoenix     | Долорес Амбридж                    |
| 2007      | Вільні письменники                            | Freedom Writers                               | Маргарет Кемпбелл                  |
| 2010      | Аліса в Країні Чудес                          | Alice in Wonderland                           | квітка                             |
| 2010      | Гаррі Поттер і Смертельні реліквії: Частина 1 | Harry Potter and the Deathly Hallows — Part 1 | Долорес Амбридж                    |
| 2011      | Екстрасенс                                    | The Awakening                                 | Мод Гілл                           |
| 2011      | Секретна служба Санта-Клауса                  | Arthur Christmas                              | Маргарет Клаус                     |
| 2012      | Пірати! Банда невдах                          | The Pirates! Band of Misfits                  | королева Вікторія                  |
| 2014      | Гордість                                      | Pride                                         | Гефіна Гідон                       |
| 2014      | Чаклунка                                      | Maleficent                                    | Травинка                           |
| 2014      | Пригоди Паддінгтона                           | Paddington                                    | тітка Люсі                         |
| 2017      | Пригоди Паддінгтона 2                         | Paddington 2                                  | тітка Люсі                         |
| 2019      | Абатство Даунтон                              | Downton Abbey                                 | леді Мод Бегшоу                    |
| 2019      | Чаклунка: Володарка темряви                   | Maleficent: Mistress of Evil                  | Травинка                           |
| 2022-2023 | Корона                                        | The Crown                                     | королева Єлизавета ІІ (5-6 сезони) |
| 2022      | Абатство Даунтон 2                            | Downton Abbey: A New Era                      | леді Мод Бегшоу                    |

## Нагороди та номінації
| Нагорода                                | Рік  | Категорія                                                       | Робота                       | Результат |
| --------------------------------------- | ---- | --------------------------------------------------------------- | ---------------------------- | --------- |
| Оскар                                   | 2005 | Найкраща жіноча роль                                            | Віра Дрейк                   | Номінація |
| BAFTA Film Awards                       | 2005 | Найкраща жіноча роль                                            | Віра Дрейк                   | Перемога  |
| BAFTA Film Awards                       | 2015 | Найкраща жіноча роль другого плану                              | Гордість                     | Номінація |
| BAFTA TV Awards                         | 2007 | Найкраща жіноча роль другого плану                              | Кренфорд                     | Номінація |
| BAFTA TV Awards                         | 2013 | Найкраща жіноча роль другого плану                              | Дівчина                      | Номінація |
| Золотий глобус                          | 2005 | Найкраща жіноча роль — драма                                    | Віра Дрейк                   | Номінація |
| Золотий глобус                          | 2023 | Найкраща жіноча роль телесеріалу — драма                        | Корона                       | Номінація |
| Золотий глобус                          | 2024 | Найкраща жіноча роль телесеріалу — драма                        | Корона                       | Номінація |
| Прайм-тайм премія «Еммі»                | 2013 | Найкраща жіноча роль другого плану в мінісеріалі або телефільмі | Дівчина                      | Номінація |
| Міжнародна премія «Еммі»                | 2006 | Найкраща жіноча роль                                            | Моя родина та інші звірі     | Номінація |
| Премія Гільдії кіноакторів США          | 1999 | Найкращий акторський склад в ігровому кіно                      | Закоханий Шекспір            | Перемога  |
| Премія Гільдії кіноакторів США          | 2005 | Найкраща жіноча роль                                            | Віра Дрейк                   | Номінація |
| Премія Гільдії кіноакторів США          | 2023 | Найкращий акторський склад у драматичному серіалі               | Корона                       | Номінація |
| Венеційський міжнародний кінофестиваль  | 2004 | Кубок Вольпі за найкращу жіночу роль                            | Віра Дрейк                   | Перемога  |
| Європейський кіноприз                   | 2004 | Найкраща акторка                                                | Віра Дрейк                   | Перемога  |
| Премія Лондонського гуртка кінокритиків | 2005 | Акторка року                                                    | Віра Дрейк                   | Перемога  |
| Премія Лондонського гуртка кінокритиків | 2008 | Акторка другого плану                                           | Гаррі Поттер і Орден Фенікса | Номінація |
| Сатурн                                  | 2008 | Найкраща акторка другого плану                                  | Гаррі Поттер і Орден Фенікса | Номінація |